# بنی‌اسرائیلی‌های سیاهپوست عبری

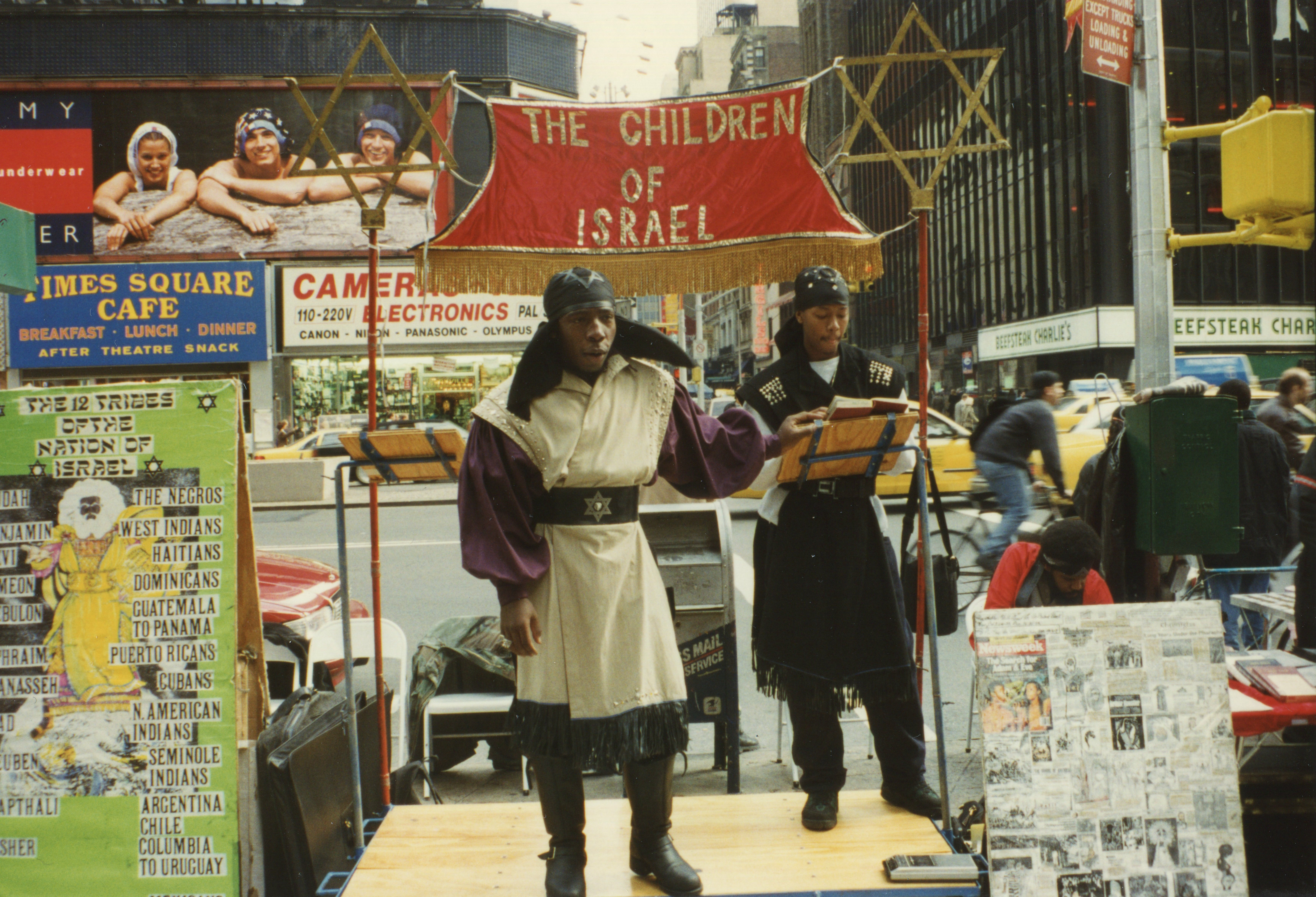
یک بنی اسرائیلی سیاهپوست

بنی‌اسرائیلی‌های سیاهپوست عبری (همچنین عبری‌های سیاهپوست، بنی اسرائیلی‌های عبری آفریقایی و بنی اسرائیلی‌های عبری) گروه‌هایی از سیاهپوستان آمریکایی هستند که متعتقدند بازماندگان بنی اسرائیلی‌های باستانی اند. عبری‌های سیاهپوست به درجات گوناگون به باورها و رسوم هر دو دین مسیحیت و یهودیت باور دارند. به استثنای عده قلیلی از افراد که رسماً به یهودیت گرویده‌اند، جامعه یهودی آنها را به عنوان یهودی به رسمیت نمی‌شناسد. بسیاری از آنان به جای یهودی به خود بنی اسرائیلی سیاهپوست یا عبری سیاهپوست می‌گویند تا ارتباطات تاریخی مورد ادعایشان را نشان دهند.